# Hălăliș, Arad
Hălăliș este un sat în comuna Săvârșin din județul Arad, la limita între regiunile istorice Banat și Crișana, România.

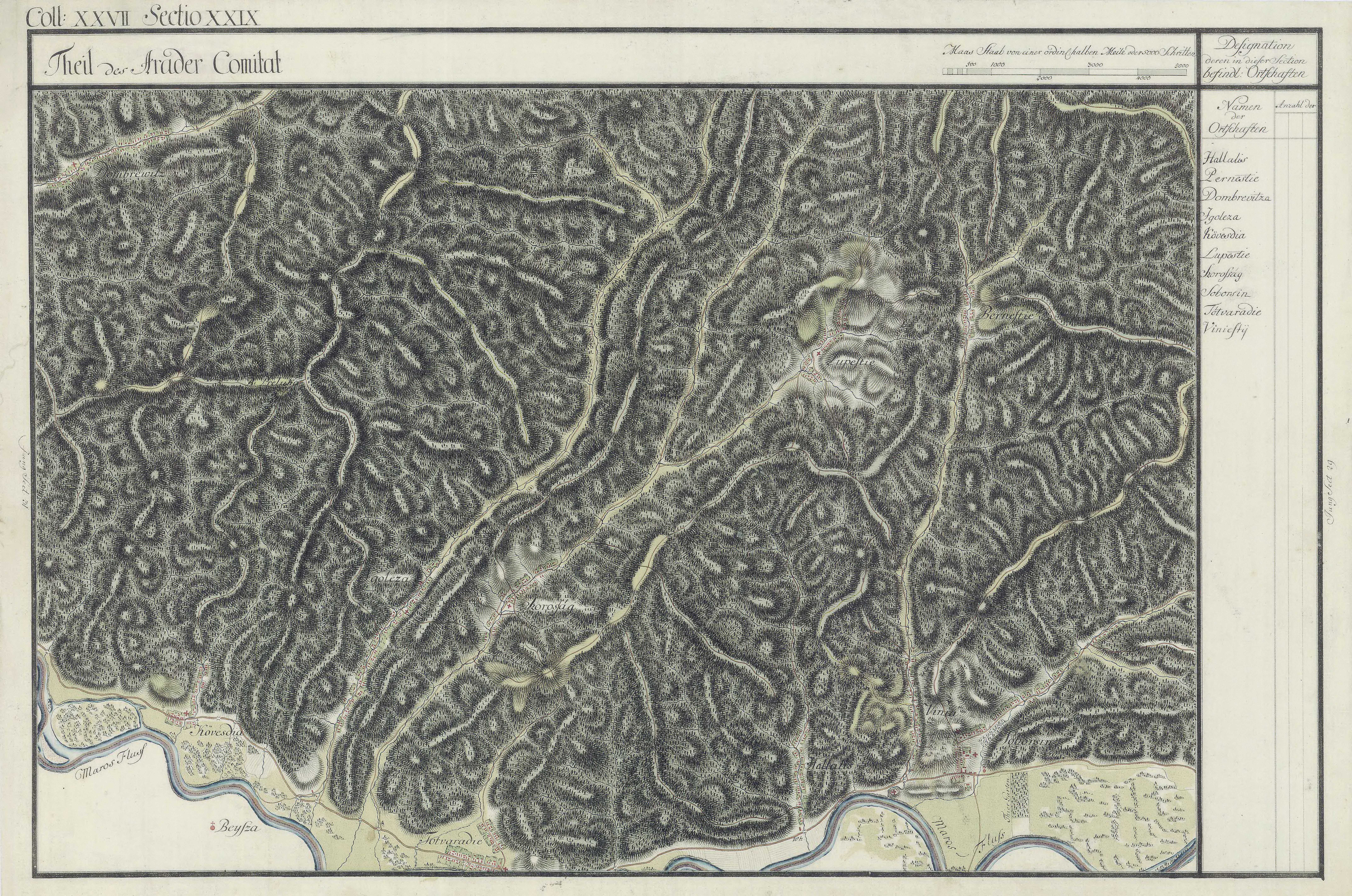
Hălăliș în Harta Iosefină a Comitatului Arad

## Personalități
- Traian Vățian (1864 - 1940), delegat în Marea Adunare Națională de la Alba Iulia 1918